# Associazione Nuotatori Brescia 2014-2015
Questa voce raccoglie le informazioni riguardanti l'Associazione Nuotatori Brescia nelle competizioni ufficiali della stagione 2014-2015.

## Rosa
| N° |                   | Ruolo | Giocatore           |
| -- | ----------------- | ----- | ------------------- |
|    | Italia (bandiera) | P     | Marco Del Lungo     |
|    | Italia (bandiera) | P     | Brando Dian         |
|    | Italia (bandiera) | D     | Stefano Guerrato    |
|    | Italia (bandiera) | D     | Daniele Giorgi      |
|    | Italia (bandiera) | D     | Deni Fiorentini     |
|    | Italia (bandiera) | D     | Nicholas Presciutti |
|    | Italia (bandiera) | CV    | Federico Pagani     |

| N° |                    | Ruolo | Giocatore            |
| -- | ------------------ | ----- | -------------------- |
|    | Spagna (bandiera)  | CV    | Guillermo Molina     |
|    | Italia (bandiera)  | A     | Alessandro Nora      |
|    | Italia (bandiera)  | A     | Christian Presciutti |
|    | Italia (bandiera)  | A     | Valerio Rizzo        |
|    | Francia (bandiera) | CB    | Michaël Bodegas      |
|    | Italia (bandiera)  | CB    | Christian Napolitano |
|    | Italia (bandiera)  | CB    | Lorenzo Bruni        |

| Allenatore: | Alessandro Bovo |

## Mercato
| Acquisti | Acquisti        | Acquisti  | Acquisti |
| R.       | Nome            | da        |          |
| -------- | --------------- | --------- | -------- |
| CV       | Deni Fiorentini | Pro Recco |          |
| CV       | Federico Pagani | Como      |          |
| CB       | Lorenzo Bruni   | Bogliasco |          |

| Cessioni | Cessioni            | Cessioni    | Cessioni |
| R.       | Nome                | a           |          |
| -------- | ------------------- | ----------- | -------- |
| D        | Filippo Legrenzi    | 7 Scogli    |          |
| D        | Giuseppe Valentino  | Acquachiara |          |
| A        | Francesco Di Fulvio | Pro Recco   |          |

## Risultati

### Serie A1

#### Girone di andata
| Arbitri: | Gianluca Centineo Massimo Filippo Gomez |

| |           |                                                       |
| Rizzo: 4 Napolitano, C. Presciutti: 3 Bodegas: 2 Bruni, D. Fiorentini, Guerrato, Molina, Nora, F. Pagani: 1 | Marcatori | 2: Samuels 1: Colosimo, Gianni, Maddaluno, Vittorioso |

| Arbitri: | Daniele Bianco Stefano Scappini |

|                                        |           |                                                                 |
| Di Costanzo: 3 Brguljan, Campopiano: 1 | Marcatori | 3: Bodegas, D. Fiorentini, Rizzo 1: Molina, Nora, C. Presciutti |

| Arbitri: | Mario Bianchi Roberto Petronilli |

|                                                                      |           |                                      |
| Bodegas: 2 D. Fiorentini, Molina, Napolitano, Nora, N. Presciutti: 1 | Marcatori | 2: Mistrangelo 1: L. Bianco, Pesenti |

| Arbitri: | Fabio Ricciotti Stefano Riccitelli |

|                                                              |           |                                                                                  |
| Deserti, E. Di Somma: 2 Dainese, Guidaldi, Monari, Ravina: 1 | Marcatori | 3: Molina, F. Pagani 2: Bodegas, Napolitano, C. Presciutti 1: Bruni, Nora, Rizzo |

| Arbitri: | Marco Piano Alessandro Severo |

|                                                   |           |                                                                   |
| Radović: 3 Saccoia: 2 Dolce, Gallo, RenzutI. o: 1 | Marcatori | 3: Napolitano 2: Rizzo 1: Bodegas, Bruni, Molina, Nora, F. Pagani |

| Arbitri: | Leonardo Ceccarelli Cristina Taccini |

|                                                   |           |                                     |
| F. Pagani: 3 Bodegas, Molina, Napolitano, Nora: 1 | Marcatori | 2: Petković 1: Paškvalin, ScottG. i |

| Arbitri: | Fabio Collantoni Antonio Pascucci |

|                         |           |                                                       |
| Gaffuri: 2 Milaković: 1 | Marcatori | 3: Napolitano 2: Molina, N. Presciutti 1: Bruni, Nora |

| Arbitri: | Massimo Filippo Gomez Mario Bianchi |

|                                |           |                                                 |
| Molina: 3 Napolitano, Rizzo: 2 | Marcatori | 2: Figari, Prlainović 1: F. Di Fulvio, Figlioli |

| Arbitri: | Stefano Pinato Massimiliano Sponza |

|                                      |           |                                                                                                   |
| Coppoli, Ercolano, Panerai: 2 Tan: 1 | Marcatori | 3: Rizzo 2: Giorgi, Molina, N. Presciutti 1: D. Fiorentini, Guerrato, Napolitano, Nora, F. Pagani |

| Arbitri: | Daniele Bianco Francesco Romolini |

| |           |                                                         |
| Bodegas: 5 Giorgi, Napolitano, C. Presciutti: 3 Bruni, D. Fiorentini, Nora, N. Presciutti, Rizzo: 1 | Marcatori | 2: Banovac, Spinelli 1: Cuccovillo, Mirarchi, Pappacena |

| Arbitri: | Raffaele Colombo Alessandro Severo |

|                                                |           |                                              |
| Đ. Filipović, Razzi: 2 Binchi, A. Di Fulvio: 1 | Marcatori | 3: Molina 2: D. Fiorentini 1: Bodegas, Rizzo |

#### Girone di ritorno
| Arbitri: | Antonio Pascucci Massimo Calabrò |

|                                                |           | |
| Vittorioso: 4 Leporale, Samuels: 2 Di Rocco: 1 | Marcatori | 2: D. Fiorentini, Molina, Napolitano, N. Presciutti 1: Bodegas, Bruni, Giorgi, Nora, F. Pagani, C. Presciutti, Rizzo |

| Arbitri: | Mario Bianchi Fabio Ricciotti |

|                                                                                                |           |                                           |
| Napolitano, Rizzo: 3 Molina: 2 D. Fiorentini, Nora, F. Pagani, C. Presciutti, N. Presciutti: 1 | Marcatori | 3: Brguljan, Velotto 2: Esposito 1: Ronga |

| Arbitri: | Fabio Collantoni Giovanni Lo Dico |

|                                                                                   |           |                                                                                          |
| Alesiani: 2 G. Bianco, Damonte, G. Fiorentini, Fulcheris, Mistrangelo, Tomašić: 1 | Marcatori | 3: Bodegas 2: Molina, N. Presciutti 1: Napolitano, Nora, F. Pagani, C. Presciutti, Rizzo |

| Arbitri: | Giuseppe Fusco Stefano Riccitelli |

|                                                                      |           |                                                 |
| Bodegas, F. Pagani, C. Presciutti: 4 Bruni: 2 Nora, N. Presciutti: 1 | Marcatori | 4: Deserti 2: De Trane, Guidaldi 1: A. Di Somma |

| Arbitri: | Marco Piano Alberto Rovida |

|                                                                       |           |                                                        |
| Bodegas, Rizzo: 3 Molina, Napolitano, C. Presciutti, N. Presciutti: 1 | Marcatori | 1: Bertoli, Dolce, Foglio, Klikovac, Mauro, Radović: 1 |

| Arbitri: | Mario Bianchi Fabio Collantoni |

|                                      |           |                                               |
| Marziali: 4 Petković: 2 S. Luongo: 1 | Marcatori | 3: Molina 2: Bodegas 1: Giorgi, C. Presciutti |

| Arbitri: | Marco Ercoli Antonio Pascucci |

|                                                      |           |                                    |
| Napolitano, C. Presciutti, Rizzo: 3 Bruni, Molina: 2 | Marcatori | 2: Busilacchi, Gaffuri 1: Ferraris |

| Arbitri: | Massimo Filippo Gomez Alessandro Severo |

|                                                             |           |                                                                               |
| Prlainović: 4 Giacoppo: 2 F. Di Fulvio, Figari, N. Gitto: 1 | Marcatori | 1: Bodegas, Giorgi, Molina, Napolitano, Nora, F. Pagani, N. Presciutti, Rizzo |

| Arbitri: | Massimo Calabrò Giuseppe Fusco |

| |           |                                            |
| Napolitano: 5 Bodegas, Molina, Rizzo: 3 D. Fiorentini, Giorgi, Guerrato, F. Pagani: 2 Bruni, Nora: 1 | Marcatori | 1: Brancatello, Gambacorta, Gobbi, Panerai |

| Arbitri: | Mario Bianchi Cristina Taccini |

|                                                             |           |                                                         |
| Molina, C. Presciutti: 3 Bodegas: 2 N. Presciutti, Rizzo: 1 | Marcatori | 2: B. Ivović 1: Bini, C. Di Fulvio, M. Lapenna, Sadovyy |

| Arbitri: | Giovanni Del Bosco Massimo Savarese |

|                                                     |           |                                                                                              |
| Mirarchi, Parisi: 2 Cuccovillo, Murro, Pappacena: 1 | Marcatori | 3: Rizzo 2: Giorgi, Molina, Napolitano, C. Presciutti, N. Presciutti 1: Bodegas, Bruni, Nora |

#### Playoff - Quarti di finale
| Arbitri: | Mario Bianchi Fabio Ricciotti |

|                                                         |           |                                                              |
| Brguljan: 2 Borrelli, Buonocore, Migliaccio, Velotto: 1 | Marcatori | 3: C. Presciutti 2: Molina, Rizzo 1: Giorgi, Nora, F. Pagani |

| Arbitri: | Leonardo Ceccarelli Giuseppe Fusco |

|                                                                                    |           |                                                          |
| Bodegas, Molina, Nora, N. Presciutti: 2 Giorgi, F. Pagani, C. Presciutti, Rizzo: 1 | Marcatori | 2: Brguljan, Velotto 1: Baraldi, Campopiano, Di Costanzo |

#### Playoff - Semifinali
| Arbitri: | Daniele Bianco Alessandro Severo |

|                                                        |           |                                                                                                  |
| Petković: 3 Lanzoni, S. Luongo, Marziali, Valentino: 1 | Marcatori | 4: N. Presciutti 2: Giorgi, Molina, Rizzo, C. Presciutti 1: D. Fiorentini, Napolitano, F. Pagani |

| Arbitri: | Mario Bianchi Cristina Taccini |

|                                                                              |           |                                       |
| Molina, C. Presciutti: 3 Bruni: 2 Bodegas, Giorgi, Nora, F. Pagani, Rizzo: 1 | Marcatori | 2: Ferrone, S. Luongo, Pérez 1: Rossi |

#### Playoff - Finale scudetto
| Arbitri: | Raffaele Colombo Alessandro Severo |

|                                                                 |           |                      |
| Aicardi, Giorgetti: 2 Felugo, Figlioli, N. Gitto, Prlainović: 1 | Marcatori | 3: Molina 1: Bodegas |

| Arbitri: | Massimiliano Caputi Marco Ercoli |

|                                      |                      |                                                                                            |
| Molina: 4 Nora, Rizzo: 3             | Marcatori            | 2: Felugo, Fondelli 1: F. Di Fulvio, Figlioli, Giacoppo, Giorgetti, Pijetlović, Prlainović |
| Bodegas F. Pagani Molina Giorgi Nora | Tiri di rigore 2 – 3 | Prlainović Figlioli F. Di Fulvio Pijetlović Giorgetti                                      |

| Arbitri: | Massimo Filippo Gomez Leonardo Ceccarelli |

|                                                                    |           |                                              |
| Aicardi, Figlioli, Fondelli, N. Gitto, Pijetlović: 2 Prlainović: 1 | Marcatori | 3: Rizzo 2: Bodegas 1: Molina, C. Presciutti |

### Coppa Italia

#### Seconda fase
In qualità di vicecampione d'Italia in carica, l'AN Brescia prende parte alla Coppa Italia a partire dalla seconda fase, insieme a Pro Recco, Posillipo, Savona e le qualificate dalla prima fase.
| Arbitri: | Stefano Riccitelli Attilio Paoletti |

|                                                 |           |                                                                                         |
| Radović: 2 Bertoli, Gallo, Klikovac, Saccoia: 1 | Marcatori | 4 Rizzo 3: C. Presciutti 2: Giorgi, Nora 1: Bruni, Napolitano, F. Pagani, N. Presciutti |

| Arbitri: | Attilio Paoletti Luca Castagnola |

| |           |               |
| Nora, C. Presciutti: 4 Molina, Napolitano, N. Presciutti: 2 Bodegas, D. Fiorentini, Giorgi, Rizzo: 1 | Marcatori | 1: Campopiano |

| Arbitri: | Attilio Paoletti Stefano Riccitelli |

| |           |                                                                         |
| Bodegas: 4 Molina, Napolitano, Rizzo: 2 Bruni, D. Fiorentini, F. Pagani, C. Presciutti, N. Presciutti: 1 | Marcatori | 2: Lanzoni 1: M. Gitto, Marziali, Paškvalin, Petković, Rossi, ScottG. i |

#### Final Four
| Arbitri: | Giovanni Lo Dico Leonardo Ceccarelli |

|                                                     |           |                                       |
| Nora: 3 Molina, Napolitano, C. Presciutti, Rizzo: 1 | Marcatori | 2: M. Luongo 1: B. Ivović, M. Lapenna |

| Arbitri: | Massimiliano Caputi Leonardo Ceccarelli |

|                                                       |           |                                  |
| Aicardi, Fondelli, Giorgetti: 2 Figari, Prlainović: 1 | Marcatori | 2: Bodegas 1: Bruni, Nora, Rizzo |

### LEN Champions League

#### Turno preliminare
L'AN Brescia entra in scena direttamente a partire dal turno preliminare, usufruendo di una delle otto wild card.
Due gironi da sei squadre ciascuno. Si qualificano le prime 3 del girone B e le prime 2 del girone A più il Barceloneta, squadra ospitante della Final Six. L'AN Brescia è inclusa nel girone A.
| Arbitri: | Andrej Franulović Ivan Raković |

|                                                    |           |                                                                         |
| C. Presciutti: 3 Bodegas, Rizzo: 2 Nora, Pagani: 1 | Marcatori | 3: Fountoulis 2: Mallarach 1: Delakas, Mylonakis, Ntoskas, Vlachopoulos |

| Arbitri: | Stanko Ivanovski Dragan Stampalija |

|                                               |           |                                                        |
| Perrone, Roca: 2 Español, Minguell, Ubović: 1 | Marcatori | 2: Molina 1: Bruni, Nora, Pagani, C. Presciutti, Rizzo |

| Arbitri: | Giorgos Polychronopoulos Irfan Sadekov |

|                    |           |                                          |
| Molina: 2 Rizzo: 1 | Marcatori | 2: Angyal, Ćuk 1: Biros, Hárai, Vapenski |

| Arbitri: | György Kun Francesc Xavier Buch |

|                                                 |           |                                           |
| C. Presciutti: 5 Napolitano: 2 Molina, Rizzo: 1 | Marcatori | 2: Mk. Ćuk, Dedović 1: Marković, Petković |

| Arbitri: | Mark Koganov Giorgos Stavridis |

|                                                                 |           |                                                        |
| Filipović, Giacoppo: 2 Aicardi, F. Di Fulvio, Gitto, Joković: 1 | Marcatori | 1: D. Fiorentini, Molina, Pagani, C. Presciutti, Rizzo |

| Arbitri: | Boris Margeta Sergej Naumov |

|                                                       |           |                                    |
| Bodegas, Nora, C. Presciutti, N. Presciutti, Rizzo: 1 | Marcatori | 4: Ivović 1: Filipović, Pijetlović |

| Arbitri: | Giorgos Stavridis Axel Bender |

|                                                              |           |                                                          |
| Dedović: 4 Basara, Mk. Ćuk, Vrlić, Vuksanović: 2 Marković: 1 | Marcatori | 3: C. Presciutti, Rizzo 2: Nora 1: D. Fiorentini, Pagani |

| Arbitri: | Mihajlo Ćirić Jaume Teixido |

|                                                                         |           |                                                   |
| Erdélyi: 3 Hosnyánszky: 2 Angyal, Ml. Ćuk, Lőrincz, Szivós, Vapenski: 1 | Marcatori | 1: Napolitano, Nora, Pagani, C. Presciutti, Rizzo |

| Arbitri: | György Kun Srđan Misković |

|                                                                           |           |                                |
| Molina, N. Presciutti: 3 Rizzo: 2 Bodegas, Nora, Pagani, C. Presciutti: 1 | Marcatori | 2: Perrone 1: Fernández, López |

| Arbitri: | Boris Margeta Maro Savinović |

|                                                                       |           |                                                  |
| Mallarach, Vlachopoulos: 2 Delakas, Fountoulis, Kolomvos, Mourikis: 1 | Marcatori | 2: Bodegas 1: Giorgi, Molina, Napolitano, Pagani |

## Statistiche

### Statistiche di squadra
| Competizione     | Punti | In casa | In casa | In casa | In casa | In casa | In casa | In trasferta | In trasferta | In trasferta | In trasferta | In trasferta | In trasferta | Neutro | Neutro | Neutro | Neutro | Neutro | Neutro | Totale | Totale | Totale | Totale | Totale | Totale | DR   |
| Competizione     | Punti | G       | V       | N       | P       | Gf      | Gs      | G            | V            | N            | P            | Gf           | Gs           | G      | V      | N      | P      | Gf     | Gs     | G      | V      | N      | P      | Gf     | Gs     | DR   |
| ---------------- | ----- | ------- | ------- | ------- | ------- | ------- | ------- | ------------ | ------------ | ------------ | ------------ | ------------ | ------------ | ------ | ------ | ------ | ------ | ------ | ------ | ------ | ------ | ------ | ------ | ------ | ------ | ---- |
| Serie A1         | 61    | 11      | 11      | 0       | 0       | 144     | 66      | 11           | 9            | 1            | 1            | 125          | 77           | 0      | 0      | 0      | 0      | 0      | 0      | 22     | 20     | 1      | 1      | 269    | 143    | +126 |
| Playoff          | -     | 3       | 2       | 1       | 0       | 35      | 24      | 4            | 2            | 0            | 2            | 36           | 32           | 0      | 0      | 0      | 0      | 0      | 0      | 7      | 4      | 1      | 2      | 71     | 56     | +15  |
| Coppa Italia     | -     | 0       | 0       | 0       | 0       | 0       | 0       | 4            | 3            | 0            | 1            | 53           | 23           | 1      | 1      | 0      | 0      | 7      | 4      | 5      | 4      | 0      | 1      | 60     | 27     | +33  |
| Champions League | -     | 5       | 2       | 1       | 2       | 38      | 32      | 5            | 0            | 1            | 4            | 33           | 46           | 0      | 0      | 0      | 0      | 0      | 0      | 10     | 2      | 2      | 6      | 71     | 78     | -7   |
| Totale           | -     | 19      | 15      | 2       | 2       | 217     | 122     | 24           | 14           | 2            | 8            | 247          | 180          | 1      | 1      | 0      | 0      | 7      | 4      | 44     | 30     | 4      | 10     | 471    | 304    | +177 |

### Classifica marcatori
| Tot. | Giocatore            | A1 | CI | CL |
| ---- | -------------------- | -- | -- | -- |
| 71   | Guillermo Molina     | 56 | 5  | 10 |
| 70   | Valerio Rizzo        | 48 | 9  | 13 |
| 61   | Christian Presciutti | 36 | 9  | 16 |
| 56   | Michaël Bodegas      | 43 | 7  | 6  |
| 48   | Christian Napolitano | 38 | 6  | 4  |
| 40   | Alessandro Nora      | 23 | 10 | 7  |
| 32   | Federico Pagani      | 23 | 2  | 7  |
| 31   | Nicholas Presciutti  | 23 | 4  | 4  |
| 21   | Daniele Giorgi       | 17 | 3  | 1  |
| 19   | Deni Fiorentini      | 15 | 2  | 2  |
| 18   | Lorenzo Bruni        | 14 | 3  | 1  |
| 4    | Stefano Guerrato     | 4  | 0  | 0  |